# Кривоборское княжество
Кривоборское княжество — удельное русское княжество в составе Стародубского княжества, существовавшее в 1440—1470 годах. Вотчина князей Кривоборских. Княжество названо по волости Кривой Бор около города Ковров в современной Владимирской области, которая неоднократно упоминается в различных межевых и раздельных грамотах. Первым и последним удельным князем кривоборским стал Иван Фёдорович, сын стародубского князя Фёдора Фёдоровича. Сыновья Ивана Фёдоровича потеряли удел, однако продолжали писаться князьями Кривоборскими.

## Источник
- История родов русского дворянства: В 2 кн. / авт.-сост. П. Н. Петров. — М.: Современник; Лексика, 1991. — Т. 1. — С. 269-270. — 50 000 экз. — ISBN 5-270-01513-7.
- Богуславский В. В., Куксина Е. И. Славянская энциклопедия. Киевская Русь — Московия : в 2 т. — Т. 2. — С. 616.